# Lissette Solórzano
Lissette Solórzano (Santiago de Cuba, 1969) es un artista plástica, fotógrafa, y comisaria artística cubana, conocida principalmente por su fotografía urbana en blanco y negro retratando las calles y los ciudadanos de su país, tanto del entorno capitalino como el rural.

## Biografía
Lissette Solórzano estudió en la Escuela de Bellas Artes San Alejandro, en su país natal, Cuba y en los años 90 del siglo XX ingresó en la Escuela de Fotografía de La Habana. Además realizó un taller de fotoperiodismo (UPEC).
Enriqueció su formación con talleres con fotógrafos como David Alan Harvey o Stacy Boge y en el año 2005 se formó en curaduría (lo que en España se conoce como comisariado) con Lesbia Claudina Vent Dumois.

## Trabajo fotográfico
Su proyección como fotógrafa comenzó en 1992, a partir de su participación en una muestra llamada ”Fantasmas efímeros y otras imagines” en la Fototeca de Cuba.
Su trabajo fotográfico comenzó entre la fotografía médica (entre 1991 y 1992 trabajó como iconopatógrafa en el Instituto de Neurología y Neurocirugía de La Habana) y el fotoperiodismo, campo en el que más ha destacado y en el que comenzó como fotógrafa independiente.
Entre 1993 y 1996 dirigió la Revista Proposiciones en la Fundación Pablo Milanés.
Entre los años 1998 y 2000 trabajó para el CENCREM (Centro Nacional de Conservación, Restauración y Museología de Cuba) y entre 2001 y 2008 en la Fototeca de Cuba.
Además de fotografiar su país ha viajado por el resto del mundo y expuesto su obra, además de en Cuba, en otros países como México, España, Venezuela o los USA.
Es miembro de la UNEAC (Unión Nacional de Escritores y Artistas de Cuba) y ha participado en varias ocasiones en exposiciones colectivas en la Bienal de La Habana.
Junto con los fotógrafos José J. Martí, James Quine y Theresa Segal creó el documental "Visión Compartida/Fotógrafos de Baracoa, Cuba" que retrata el país a partir de la visión de estos cuatro fotógrafos. Dentro de esta colaboración, la contribución de Lissette utiliza un estilo único basado en composiciones protagonizadas por los elementos lineales y diagonales.
Su obra forma parte de importantes colecciones, como la Casa de las Américas (Cuba) y la Fototeca de Cuba de su país, pero también en otras como la Universidad de Harvard, en Boston, el Centro de estudios cubanos de Nueva York, “The Gallery” de Milán o el Centro Nacional de la Fotografía de Venezuela.

## Premios (selección)
- 1994. Premio Ensayo Fotográfico de Casa de las Américas
- 1995. Premio Tina Modotti otorgado por la prensa de Cuba
- 1996. Premio Ensayo Fotográfico de Casa de las Américas
- 1998. Premio Ensayo Fotográfico de Casa de las Américas
- 1999. “II Salón Combinatorio Arte-Cuerpo”, Galería de Arte Her-Car, Arroyo Naranjo, otorgado a la mejor realización artística de una obra fotográfica.
- 2002. Premio UNEAC en la V Bienal de Fotoghrafía de San Antonio de los Baños (Cuba)

## Exposiciones (selección)

### Individuales
- 2016. "Retrato o Selfie” en la Fototeca de Cuba[6]